# The Simple Life (film fra 1919)
The Simple Life er en amerikansk stumfilm fra 1919 af Larry Semon.

## Medvirkende
- Larry Semon
- Lucille Carlisle som Tillie
- Frank Alexander
- Frank Hayes